# Château de Tattershall
Le château de Tattershall se trouve dans le village homonyme, situé au nord est de la ville anglaise de Sleaford, dans le Lincolnshire. Il est dirigé par le National Trust.

## Histoire
À l'origine, le château de Tattershall était un château en pierre ou un manoir fortifié, construit par Robert de Tateshale en 1231. Il fut en grande partie reconstruit en briques et agrandi de manière considérable entre 1430 et 1450 par Ralph de Cromwell, 3e Baron du nom, qui était alors Lord Trésorier.
En Angleterre, les châteaux en briques sont moins fréquents que les constructions en pierre, en terre ou en bois. Lorsque l'on choisissait la brique comme matériau de construction, c'était souvent pour son côté esthétique attrayant ou parce que c'était chic. Cette tendance à utiliser la brique fut introduite par les tisserands flamands. On pouvait se procurer de la pierre facilement aux alentours, mais Cromwell choisit d'utiliser la brique. On en utilisa environ 700 000 pour construire le château qui a été décrit comme "la plus belle réalisation en briques de l'époque médiévale en Angleterre."
Du château de Lord Cromwell, il reste aujourd'hui la Grande Tour, haute d'environ 39 m, et les douves. On suppose que les trois grandes salles de réception étaient autrefois superbement équipées et les pièces étaient chauffées grâce à d'immenses cheminées gothiques ornées de tablettes et de tapisseries. On dit qu'à l'origine, le château était un manoir privé se faisant passer pour une forteresse.
Cromwell mourut en 1456 et ce fut sa nièce, Joan Bouchier, qui hérita du château, mais il fut confisqué par la Couronne à la mort de son mari. Le château de Tattershall fut récupéré par Sir Henry Sidney en 1560, qui le vendit à Lord Clinton, qui allait devenir Comte de Lincoln et, il resta propriété des Comtes de Lincoln jusqu'en 1693. Il passa dans les mains de la famille Fortesque mais fut ensuite complètement à l'abandon jusqu'en 1911 lorsqu'il fut acheté et restauré par George Curzon, qui, à sa mort en 1925, le laissa aux soins du National Trust. Entre 1911 et 1914, Lord Curzon entreprit de le restaurer. Il reste aujourd'hui l'un des trois plus importants châteaux en briques existants datant du milieu du XVe siècle.

## Conception du château
Le château est de forme quasi carrée. Ses limites sont marquées par la présence d'un fossé extérieur qui entoure un fossé intérieur. L'enceinte intérieure, appelée Ward, était celle du château d'origine datant du XIIIe siècle et dont l'entrée était située côté nord, en direction de l'extrémité ouest.
L'enceinte extérieure (Outer Ward), située entre le fossé extérieur et le fossé intérieur, abritait les écuries. L'enceinte du milieu (Middle Ward), qu'on pouvait atteindre à l'origine en passant sur un pont qui la reliait à l'enceinte extérieure, abritait un corps de garde. Aujourd'hui, l'accès au château se fait en traversant cette enceinte. Le fossé intérieur entoure l'enceinte intérieure dans laquelle étaient situées la Grande Tour et les cuisines.

## La grande Tour
Les deux portes séparées conduisant au sous-sol et au rez-de-chaussée (salon) de la tour suggéraient qu'elles avaient été placées dans le but de favoriser des lieux de vie collectifs, alors que les trois grandes pièces à l'étage constituaient une suite privée indépendante. La tour était conçue de manière extrêmement simple: elle était dotée de quatre étages, et la taille de chacun augmentait légèrement à chaque niveau, ce qui réduisait l'épaisseur du mur. La présence de cheminées indique que les pièces n'étaient pas faites pour être subdivisées, on devait au contraire trouver à chaque étage une seule et unique grande pièce. L'escalier se situe dans l'une des tourelles placées aux quatre coins et, dans les trois autres, à chaque étage, on trouvait des pièces supplémentaires pour se loger.
Le sous-sol était le lieu où l'on conservait les épices et d'autres choses destinées aux cuisines. On dit que pendant la Première révolution anglaise, il fut utilisé comme prison.
Le rez-de-chaussée était le salon, l'endroit où les locataires locaux venaient payer leur loyer. Aujourd'hui, le salon détient une licence pour les cérémonies de mariage civils et peut accueillir jusqu'à 90 invités.
Au premier étage de la suite privée se trouvait la grande salle qui était supposée être le lieu où les invités se divertissaient et faisaient des dîners bien arrosés.
À l'étage du milieu se trouvait la salle d'audience où seuls les invités les plus prestigieux auraient été accueillis. Un couloir voûté en briques menait à une petite salle d'attente située devant la grande salle d'audience qui aujourd'hui abrite de belles tapisseries flamandes achetées par Lord Curzon.
L'étage supérieur était censé être la chambre privée dans laquelle le Lord se retirait pour la nuit.
Au-dessus se trouvaient la galerie et les créneaux qui offraient une belle vue sur le paysage du Lincolnshire. Au sud, on pouvait voir jusqu'à Boston et au nord jusqu'à Lincoln. Aujourd'hui, il est possible d'accéder aux tourelles.
Les fondations en briques situées au sud de la grande tour, s'avançant en saillie dans le fossé, indiquent l'emplacement des cuisines datant du XVe siècle.
Aujourd'hui, le vieux corps de garde est devenu le magasin de souvenirs, et les parcs sont habités par bon nombre de paons qui y ont élu domicile.

## Source
- (en) Cet article est partiellement ou en totalité issu de l’article de Wikipédia en anglais intitulé « Tattershall Castle, Lincolnshire » (voir la liste des auteurs).